# Jardinier de Newton
Prionodura newtoniana
Genre
Espèce
Statut de conservation UICN

 NT  : Quasi menacé
Le Jardinier de Newton (Prionodura newtoniana) est une espèce d'oiseau jardinier originaire d'Australie. C'est une espèce monotypique, et la seule espèce du genre Prionodura.

## Description
Le mâle a la tête et les ailes brunes alors que le ventre, la queue, le sommet de la tête et la nuque sont jaune d'or. La femelle arbore un plumage plus cryptique.

## Distribution
Limitée aux forêts pluviales de l’Australian Wet Tropics dans la région d’Atherton dans le Queensland, de l’aire de Thornton et du mont Windsor, au nord, à celle de Paluma, au sud, incluant les parcs nationaux de Daintree et de Wooroonooran.

## Découverte, historique
Le premier spécimen découvert était une femelle ou un juvénile, donc en plumage gris olive, que le naturaliste Kendall Broadbent collecta en 1882 près de la source de la rivière Tully dans le nord-est du Queensland. Quand De Vis, 1883, nomma le genre et l’espèce, il ne connaissait pas encore l’existence du mâle et ce n’est qu’en février 1889 que le premier spécimen mâle fut collecté, en l’occurrence par Archibald Meston sur le mont Bellender Ker près de Cairns. Cet oiseau était si brillamment coloré de jaune d’or et apparut tellement différent du sujet gris olive que De Vis crut qu’il s’agissait d’une autre espèce et même d’un autre genre. La découverte de Meston incita d’autres explorateurs à rechercher l’oiseau doré sur la même montagne. Le même Broadbent, le découvreur du premier spécimen, collecta une série de mâles et de femelles, et trouva même plusieurs berceaux (Ottaviani 2014).

## Habitat
Le jardinier de Newton est inféodé à la forêt pluviale de basse altitude, entre 350 et 1530 m mais surtout entre 700 et 990 m. Les berceaux sont construits dans le sous-bois en terrain plat, légèrement incliné, le long d’une crête ou en contrebas d’un versant escarpé avec une bonne couverture végétale des arbres environnants et jamais en forêt dégradée ou au sommet d’une colline (Frith & Frith 2009).

## Alimentation
Elle consiste essentiellement en fruits (surtout de vignes), fleurs, bourgeons et arthropodes. La nourriture des jeunes se compose de fruits avec un complément d’insectes, la proportion de fruits augmentant avec l’âge. Les mâles adultes dissimulent des fruits, notamment des grappes de poivre sauvage (Pipper), dans des caches sur les sites de parade pour être consommés ultérieurement. Une femelle en pleine nidification a été observée en train de récupérer un fruit caché (Frith & Frith 2009).

## Voix
Les cris de signalement du mâle au berceau consistent en un grésillement émis en rythme durant une ou deux secondes et répété plusieurs fois. D’autres émissions vocales ont été décrites comme des glapissements, des cris perçants et de protestation ou un mélange de ces sons. Elles comprennent aussi des imitations de chants d’oiseaux du secteur (jusqu’à une vingtaine d’espèces) et des bruits mécaniques (Ottaviani 2014).

## Construction de la hutte
Le mâle choisit, souvent sur le flanc d’une colline, un espace constitué de deux jeunes arbres (baliveaux) ou d’un arbuste et d’un buisson. Puis, il se met à empiler sur le sol, autour d’un tronc, une pyramide de branchettes et de brindilles qu’il élève jusqu’à une hauteur de 1,20 m à 1,80 m, la plus haute ayant été mesurée à 2,70 m. Une seconde pyramide, moins élevée (généralement 0,50 m), est ensuite érigée autour de l’autre baliveau. Puis, l’oiseau relie les deux constructions par un pont fait également de brindilles enchevêtrées (Ottaviani 2014).
À ce sujet, on a initialement pensé que c’est l’oiseau lui-même qui construit entièrement cet arc de brindilles mais Marshall (1954) puis Chaffer (1958) ont montré qu’en fait il choisit auparavant un site approprié pourvu de deux baliveaux, servant de charpente principale, déjà reliés par une liane ou une vigne comme support pour construire ce pont de brindilles. Ensuite l’oiseau empile un grand nombre de rameaux de sorte que l’ensemble prend l’aspect d’une double hutte que l’on croirait bâtie par l’homme. De ce pont dépasse généralement une tige qui sert de poste de parade d’où le mâle exhibe son plumage lorsqu’une femelle visite l’arène.
Selon Gilliard (1969), l’oiseau décore le pont avec un lichen filamenteux blanc-vert et des petites fleurs blanches (mélicopes). La base des huttes est parfois aussi décorée avec ce même lichen et quelques grappes de baies vertes. La paroi intérieure de la grande hutte est parfois également ornée de ce lichen, de fougères, de fleurs et de baies. Au pied des huttes, le sol est agrémenté d’un petit jardin couvert de mousse et décoré de petits tas de baies colorées, de coquilles d’escargots et de quelques fleurs. Les fleurs sont toujours fraîches car l’oiseau les remplace à mesure qu’elles fanent.

## Parade nuptiale
Chaffer (1958) avait décrit un vol nuptial papillonnant. À la vue d’une femelle, le mâle, posté en sentinelle sur son perchoir de parade, commence par adopter une position du corps penché en avant comme pour prendre son envol. Subitement, il jaillit et volette nerveusement vers un arbre en gardant, cette fois, le corps à la verticale en pointant le bec vers le bas tout en ouvrant et en refermant la queue. Puis il se pose, hérisse les plumes de la couronne et tourne la tête de droite à gauche. Il recommence en voletant vers un autre arbre et en survolant son berceau.
Frith & Frith (2009) ont décrit la parade en reprenant le vol nuptial et le secouement de tête rapportés par Chaffer (1958) mais en incorporant d’autres comportements. Ils ont ainsi distingué cinq phases différentes : le secouement de tête, le dos arqué, le vol papillonnant, la parade cachée et la mise en fuite. À la vue d’une femelle sur son aire de parade, le mâle reste sur place mais lance des cris perçants et glapissants ainsi que des imitations tout en secouant la tête de droite à gauche puis il arque le dos avant de se livrer au vol nuptial papillonnant. Il s’éloigne ensuite de son berceau jusqu’à une vingtaine de mètres pour se cacher derrière un arbre en s’agrippant au tronc ou en se perchant sur une branche. Ainsi dissimulé, il émet un chant en sourdine incorporant des imitations. Quand la femelle se pose sur le perchoir de parade, il cesse ses vocalises et descend sur le sol, se déplace sur quelques mètres puis s’envole à nouveau dans les branches pour chasser la femelle du perchoir de parade dans un tonnerre de cris puissants. Ce comportement agressif peut être répété à chaque fois que la femelle se pose sur le perchoir en ajoutant des éléments de parade, autres que ceux de la phase cachée, dans un ordre différent. L’accouplement n’a pas été observé.

## Nidification
Le nid consiste en une assise de brindilles sur laquelle repose une coupe massive et profonde composée de feuilles avec un revêtement interne de fines radicelles moelleuses. L’emplacement typique est une fente d’arbre, généralement à 1,50 m de hauteur avec un maximum répertorié à 5 m. Sa construction dure jusqu’à 25 jours. La ponte comporte un, deux ou trois œufs, la plupart en compte deux (76% sur un total de 67 pontes). Les œufs sont uniformément blanchâtres. L’incubation dure de 21 à 23 jours et la période d’élevage des jeunes au nid, de 17 à 20 jours. La femelle peut exécuter une parade de diversion pour éloigner un prédateur. Le succès des nichées est de 28% sur un total de 29 nids avec une moyenne d’un jeune élevé par femelle et par saison (Frith & Frith 2009).

## Statut, conservation
L’espèce est commune à travers sa petite aire comme les autres espèces de la région dont l’habitat est sous la protection de l’Australian Wet Tropics World Heritage (Frith & Frith 2009). La population n’a pas été évaluée mais elle semble stable et ne paraît pas avoir atteint le seuil de vulnérabilité. Elle n’est pas considérée comme globalement menacée et donc classée en « préoccupation mineure » (BirdLife International 2013).

## Alimentation
Il se nourrit essentiellement de fruits et accessoirement de fleurs et d'insectes comme les scarabées.

## Reproduction
Pendant la saison des amours (de fin septembre à début février) le mâle essaie de féconder autant de femelles qu'il peut. La femelle choisit le mâle en fonction de son chant, de son plumage, de sa parade et de son "berceau" (la structure que construit l'oiseau jardinier pour séduire la femelle). La femelle couve un ou deux œufs dans un petit nid en coupe dans la fente d'un arbre à une hauteur de 2 m environ.